# ビジター (映画)
『ビジター』（Les Couloirs du temps : Les Visiteurs Ⅱ(または2)）は、1998年製作のフランス映画。『おかしなおかしな訪問者』の続編で、前作の直後の話。

## キャスト
| 役名                                                       | 俳優                     | 日本語吹替え |
| 役名                                                       | 俳優                     | ビデオ・DVD  |
| ---------------------------------------------------------- | ------------------------ | ------------ |
| ゴッドフロア（Godefroy (de Montmirail, dit « le Hardi »)） | ジャン・レノ             |              |
| ジャクイユ（Jacquouille (« la Fripouille »)）              | クリスチャン・クラヴィエ | 田原アルノ   |
| ジャカール（(Jacques-Henri) Jacquart）                     | クリスチャン・クラヴィエ | 田原アルノ   |
| ジャン＝ピエール（Jean-Pierre (Goulard)）                  | クリスチャン・ビュジョー | 伊藤健太郎   |
| ジボン署長（le maréchal des logis Gibon）                  | ジャン＝ポール・ミュール | 伊藤健太郎   |
| フレネゴンド（Frénégonde (de Pouille)）                    | ミュリエル・ロバン       |              |
| ベアトリス（Béatrice (Goulard de Montmirail)）             | ミュリエル・ロバン       |              |
| ジネット（Ginette (Sarcley)）                              | マリ＝アンヌ・シャゼル   |              |
| 魔術師エルゼビウス（le mage Eusæbius）                     | ピエール・ヴィアル       | 肝付兼太     |
| ムッシュ・フェルディナンド（Monsieur Ferdinand (Eusèbe)）  | ピエール・ヴィアル       | 肝付兼太     |
| コーラ・デ・モンミライユ（Cora de Montmirail）             | クレア・ナデュー         |              |
| フィリピンヌ・デ・モンミライユ（Philippine de Montmirail） | マリー・ギヤール         |              |
| ジャクリーヌ（Jacqueline）                                 | アリエル・セミョーノフ   |              |

## スタッフ
- 監督：ジャン＝マリー・ポワレ（フランス語版）
- 音楽：エリック・レヴィ（フランス語版）
- 脚本：ジャン＝マリー・ポワレ、クリスチャン・クラヴィエ